# Daphnis (maan)
Daphnis (IPA /ˈdæfnəs/, Grieks Δαφνίς) is een maan van Saturnus. De maan is ook bekend als Saturnus XXXV; de voorlopige aanduiding was S/2005 S 1. Daphnis heeft een baan in de Keelerscheiding binnen de A-ring. De maan is genoemd naar Daphnis, een herder en pastoraal dichter in de Griekse mythologie. Hij was de zoon van Hermes, de broer van Pan, en nakomeling van de Titanen.
De ontdekking is aangekondigd op 6 mei 2005. Het maantje werd gevonden in zes foto's die genomen zijn door het Cassini-Huygens ruimtevaartuig in een periode van 16 minuten op 1 mei.
Daphnis heeft een diameter van ongeveer 6 tot 8 kilometer, en de albedo is ongeveer 50%.